# کت دنینگز
کاترین لیتواک (به انگلیسی: Katherine Litwack) مشهور به کت دنینگز (به انگلیسی: Kat Dennings) (زاده ۱۳ ژوئن ۱۹۸۶) یک بازیگر آمریکایی است. وی با سریال سکس و شهر فعالیت خود را در دنیای بازیگری آغاز نمود و سپس با درخشش در فیلم‌های مشهوری همچون باکره چهل ساله، خانه مامان بزرگ ۲، چارلی بارتلت، صداتو بلند کن، مدافع، ثور و قسمت دوم همین فیلم با نام ثور: دنیای تاریک به فعالیت خود را ادامه داد.
وی همچنین در کنار بث برس به عنوان شخصیت اصلی داستان در سریال تلویزیونی دو دختر بی‌پول به ایفای نقش پرداخته‌است. این سریال با محتوای کمدی جذاب، توانست مخاطبان زیادی را جذب خود کند.
هم‌اکنون او در حال کار بر روی پروژه ویژهٔ خود به نام صورت عروسکی است.

## اوایل زندگی
کت متولد فیلادلفیا در ایالت پنسیلوانیا است. مادرش الن، شاعر و گفتاردرمان بوده و پدرش جرالد، داروشناس ملکولی، استاد و رئیس دانشگاه است. کت کوچک‌ترین در بین ۵ فرزند خانواده است.

## فیلم‌شناسی

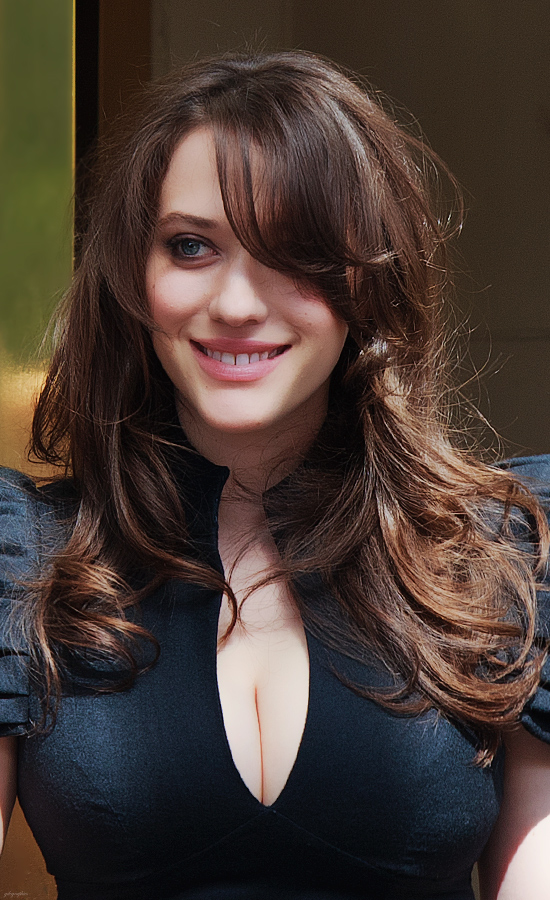
دنگینز در جشنواره بین‌المللی فیلم تورنتو ۲۰۱۰

### سینمایی
| سال  | عنوان             |
| ---- | ----------------- |
| ۲۰۰۴ | صداتو بلند کن     |
| ۲۰۰۵ | ته دره            |
| ۲۰۰۵ | باکره چهل‌ساله     |
| ۲۰۰۵ | لندن              |
| ۲۰۰۶ | خانه مامان بزرگ ۲ |
| ۲۰۰۷ | چارلی بارتلت      |
| ۲۰۰۸ | خانه خرگوشی       |
| ۲۰۰۹ | فسقلی‌ها           |
| ۲۰۰۹ | مدافع             |
| ۲۰۱۱ | ثور               |
| ۲۰۱۳ | ثور: دنیای تاریک  |
| ۲۰۲۰ | دوستی             |

### تلویزیونی
| سال  | عنوان              |
| ---- | ------------------ |
| ۲۰۰۰ | سکس و شهر          |
| ۲۰۰۴ | سی‌اس‌آی             |
| ۲۰۰۵ | بخش فوریت‌های پزشکی |
| ۲۰۰۵ | سی‌اس‌آی: نیویورک    |
| ۲۰۰۹ | بابای آمریکایی!    |
| ۲۰۱۱ | دو دختر ورشکسته    |
| ۲۰۱۴ | اتاق خبر           |
| ۲۰۲۱ | وانداویژن          |